# Davor Dominiković
Davor Dominiković (Metković, 7 aprile 1978) è un ex pallamanista e allenatore di pallamano croato.

## Carriera
Ha vinto la medaglia d'oro olimpica alle Olimpiadi 2004 tenutesi ad Atene trionfando nel torneo di pallamano maschile con la nazionale croata.
Ha partecipato anche alle Olimpiadi 2008 a Pechino.
Inoltre ha vinto una medaglia d'oro (2003) e una d'argento (2005) ai campionati mondiali, una medaglia d'argento (2008) ai Campionati europei e due medaglie d'oro (1997 e 2001) ai giochi del Mediterraneo.